# Rosalyn Drexler
Pour les articles homonymes, voir Drexler.
Rosalyn Drexler, née Rosalyn Bronznick, est une peintre, catcheuse, romancière et dramaturge américaine née en 1926 dans le Bronx.